# Финал на Шампионската лига 2017
Финалът на Шампионската лига 2017 е футболен мач, който се проведе в събота, 3 юни 2017 между италианския ФК Ювентус и испанския Реал Мадрид КФ на стадион Милениум Стейдиъм в уелската столица Кардиф. Мачът се провежда за да определи победителя на сезон 2016/17 в Шампионската лига, най-силния европейски клубен турнир. Преди този мач Ювентус са печелили титлата 2 пъти, докато Реал играе за 12 титла.
В групите Ювентус е в група H заедно с ФК Севиля, Олимпик Лион и Динамо Загреб и завършва на първо място.
Реал е в група F заедно с Борусия Дортмунд, Легия Варшава и Спортинг Лисабон и завършва на второто място след Борусия.
Ювентус се справят с Порто, Барселона и Монако, а Реал отстраняват ССК Наполи, Байерн Мюнхен и Атлетико Мадрид по пътя към финала.

## Детайли
| 3 юни 2017 г. 21:45 |

| Ювентус       | 1:4    | Реал Мадрид                               |
| ------------- | ------ | ----------------------------------------- |
| Манджукич 27' | Доклад | Роналдо 20', 64' Каземиро 61' Асенсио 90' |

| Милениум Стейдиъм, Кардиф 65 842 зрители Съдия: Феликс Брих |